# Episodi di Smallville (terza stagione)
La terza stagione della serie televisiva Smallville è andata in onda sul canale statunitense The WB dal 1º ottobre 2003 al 19 maggio 2004. In Italia è stata trasmessa in prima assoluta da Italia 1 dal 10 aprile al 29 maggio 2005.
Sam Jones III lascia il cast alla fine della stagione.
L'antagonista principale è Lionel Luthor.
| nº | Titolo originale | Titolo italiano            | Prima TV USA     | Prima TV Italia |
| -- | ---------------- | -------------------------- | ---------------- | --------------- |
| 1  | Exile            | La nuova vita di Clark     | 1º ottobre 2003  | 10 aprile 2005  |
| 2  | Phoenix          | Inganni e segreti          | 8 ottobre 2003   | 10 aprile 2005  |
| 3  | Extinction       | Killer senza volto         | 15 ottobre 2003  | 12 aprile 2005  |
| 4  | Slumber          | Prigioniera del mio corpo  | 22 ottobre 2003  | 12 aprile 2005  |
| 5  | Perry            | Storie di alieni           | 29 ottobre 2003  | 17 aprile 2005  |
| 6  | Relic            | L'eterno ritorno           | 5 novembre 2003  | 17 aprile 2005  |
| 7  | Magnetic         | Magnetismo                 | 12 novembre 2003 | 19 aprile 2005  |
| 8  | Shattered        | Frammenti                  | 19 novembre 2003 | 19 aprile 2005  |
| 9  | Asylum           | Follia                     | 14 gennaio 2004  | 24 aprile 2005  |
| 10 | Whisper          | Sussurro                   | 21 gennaio 2004  | 24 aprile 2005  |
| 11 | Delete           | Messaggi assassini         | 28 gennaio 2004  | 26 aprile 2005  |
| 12 | Hereafter        | Visioni di morte           | 4 febbraio 2004  | 26 aprile 2005  |
| 13 | Velocity         | La corsa illegale          | 11 febbraio 2004 | 1º maggio 2005  |
| 14 | Obsession        | Ossessione                 | 18 febbraio 2004 | 1º maggio 2005  |
| 15 | Resurrection     | Resurrezione               | 25 febbraio 2004 | 8 maggio 2005   |
| 16 | Crisis           | La crisi                   | 3 marzo 2004     | 8 maggio 2005   |
| 17 | Legacy           | L'eredità                  | 14 aprile 2004   | 15 maggio 2005  |
| 18 | Truth            | Il siero della verità      | 21 aprile 2004   | 15 maggio 2005  |
| 19 | Memoria          | Ricordi perduti            | 28 aprile 2004   | 22 maggio 2005  |
| 20 | Talisman         | L'uomo caduto dalle stelle | 5 maggio 2004    | 22 maggio 2005  |
| 21 | Forsaken         | Partenze                   | 12 maggio 2004   | 29 maggio 2005  |
| 22 | Covenant         | Il patto                   | 19 maggio 2004   | 29 maggio 2005  |

## La nuova vita di Clark
- Titolo originale: Exile
- Diretto da: Greg Beeman
- Scritto da: Alfred Gough e Miles Millar

### Trama
Sono passati tre mesi dalla sua fuga e da allora Clark conduce una vita mondana a Metropolis. Molto spesso, tuttavia, il simbolo sul suo petto gli provoca dei forti dolori, che vengono alleviati solo togliendosi momentaneamente l'anello di kryptonite rossa, probabilmente a causa del fatto che Jor-El disapprova ciò che sta facendo. Clark si mantiene soprattutto compiendo delle rapine e grazie ai suoi poteri viene notato da Morgan Edge, il principale boss del crimine di Metropolis, che gli propone di lavorare con lui. Lex è sopravvissuto alla caduta dell'aeroplano e si trova su un'isola deserta assieme ad un uomo, Louis; a Smallville tutti pensano che sia morto, tanto che si tiene anche il funerale durante cui Lana vede Clark. Lionel, invece, affronta Helen. Quest'ultima appare tranquilla e sicura di sé, ma Lionel l'accusa di aver ucciso Lex e che gliela farà pagare. Chloe, che già da tempo ha rintracciato Clark, gli chiede di tornare dati i problemi dei suoi genitori e di Lana, ma il ragazzo la allontana in malo modo. Lana si fa dare l'indirizzo di Clark e lo raggiunge; successivamente informa i Kent dove possono trovare Clark, il quale la allontana, dopodiché accetta l'offerta di Edge, che gli commissiona una rapina alla LuthorCorp. Lex inizia a combattere con Louis, il quale vuole ucciderlo, e sembra prevalere, quando un pescatore lo raggiunge dopo che il suo capitano ha notato il fuoco acceso dal giovane Luthor di notte. Lex si rende a quel punto conto che Louis non è mai esistito, frutto di allucinazioni dovute alla malaria. Jonathan va alle caverne con la chiave e Jor-El comunica con lui. Jor-El dice che il destino di Clark è troppo grande per l'umana comprensione e che questa fase fosse solo una prima prova per il suo viaggio, ma che per ora potrà tornare dai Kent senza problemi. Tuttavia Jor-El non ha il potere fisico di riportarlo indietro, perciò Jonathan stringe un patto con lui per poterlo fare. Jonathan lo ritrova mentre Clark stava compiendo la rapina per Edge e comincia a battersi con lui, mostrando gli stessi poteri del figlio, Clark nello scontro ha la meglio, ma Jonathan gli ricorda che non è un assassino, il ragazzo, sferrargli un pugno, distrugge l'anello: l'uomo perde i suoi poteri e il simbolo sul petto del ragazzo svanisce. 
- Special guest star: Rutger Hauer (Morgan Edge)
- Altri interpreti: Emmanuelle Vaugier (dottoressa Helen Bryce), Terence Stamp (voce originale di Jor-El), Ryan Robbins (Louis Leery Jr.), Jill Teed (capitano Maggie Sawyer).
- Musiche: Girls and boys (Good Charlotte); Hey Mama (Black Eyed Peas); Calling All Angels (Train); Frantic (Metallica); Good Talk (Shocore); All The Stars (Eastmountainsouth).

## Inganni e segreti
- Titolo originale: Phoenix
- Diretto da: James Marshall
- Scritto da: Kelly Souders e Brian Peterson

### Trama
Clark riporta Jonathan esausto alla fattoria e si scusa con Martha.
Lex si ripresenta da Lionel e lo incolpa dell'incidente, ma l'uomo gli parla della condotta di Helen, apparendo molto convincente. Clark e Jonathan scoprono che ciò che Edge ha chiesto al ragazzo di rubare a Lionel è la fiala col suo sangue, e il magnate intima al boss di riportargliela. Lex torna da Helen e si fa raccontare la verità, volendo tentare di nuovo una relazione, mentre Chloe e Lana si chiariscono. Edge, dopo essere stato inizialmente cacciato da Clark, rapisce Martha e Jonathan: il ragazzo è costretto a dargli un'altra fiala del suo sangue, che Edge , e successivamente viene rapito anche lui. Lana riesce a liberare Martha e Jonathan. Sull'aereo che dovrebbe portarli nella seconda luna di miele, Lex dice ad Helen di aver capito tutto poiché se Lionel l'avesse voluto morto non avrebbe fallito e di aver scoperto, dopo aver fatto dei controlli, che è stata lei a cercare di ucciderlo per i suoi soldi. Helen ammette tutto ed è armata, così i due hanno una colluttazione che porta accidentalmente alla morte del pilota. Lex deve mettersi alla guida del velivolo, così Helen fugge lanciandosi col paracadute e sparisce. Clark riesce a liberarsi prima di essere scoperto, distruggendo la fiala e fuggendo nella confusione, Lionel si rivela la persona a cui Edge doveva consegnare la fiala e  a causa dell' esplosione causata dal ragazzo pensa che sia una trappola e nello scontro che ne esce Edge muore. Lex decide di lavorare con Lionel e salda i debiti dei Kent. Clark, dopo aver restituito tutto quello che ha rubato, torna ufficialmente a casa e infine allontana da sé Lana.
- Special guest star: Rutger Hauer (Morgan Edge)
- Altri interpreti: Emmanuelle Vaugier (dottoressa Helen Bryce), Terence Stamp (voce originale di Jor-El), Françoise Yip (dottoressa Lia Teng).
- Musiche: Maybe Tomorrow (Stereophonics); White Flag (Dido); Salut, demeure chaste et pure (Faust, Gounod).

## Killer senza volto
- Titolo originale: Extinction
- Diretto da: Michael Katleman
- Scritto da: Todd Slavkin e Darren Swimmer

### Trama
Lana viene attaccata da un ragazzo, Jake Palmer, ma questi viene ucciso da un misterioso cecchino. Chloe propone a Clark di tornare al Torch e i due, assieme a Pete, scoprono che Jake aveva dei poteri derivanti dai meteoriti. Chloe comunica a Lionel di voler interrompere la loro corrispondenza, ma il magnate minaccia il licenziamento del padre della reporter. Lei e Clark scoprono che il cecchino è Van McNulty, un amico di Jake il cui padre è stato ucciso da Tina: il ragazzo, da allora, è diventato un cacciatore di soggetti esposti ai meteoriti. Clark e Pete scoprono che il suo prossimo obbiettivo è Lex: Clark lo salva, ma Van scopre la debolezza del ragazzo e fugge. Successivamente il cecchino spara a Clark un proiettile di kryptonite, e il ragazzo si salva solo grazie all'intervento di Jonathan. Van successivamente rapisce Lana e le rivela il segreto di Clark ma questi, protetto da una corazza di piombo, e la ragazza riescono a fermarlo.
- Altri interpreti: Camille Mitchell (sceriffo Nancy Adams), Jesse Metcalfe (Van McNulty), Harris Allan (Jake Palmer).
- Musiche: Way Away (Yellowcard); Give It To Me (Vishiss); I Give, You Take (Maria); Goodbye Again (Vertical Horizon).

## Prigioniera del mio corpo
- Titolo originale: Slumber
- Diretto da: Terrance O'Hara
- Scritto da: Drew Greenberg

### Trama
Clark e Lana si ritrovano al lago: una ragazza chiede aiuto, ma Clark non riesce a salvarla. Il giorno dopo questi ritrova la ragazza, Sarah Conroy, a scuola, ma nessuno sembra vederla. Lex lo convoca a casa sua e scopre il suo segreto, affermando di volerlo rivelare al mondo. Clark, dopo non essere riuscito a salvare Sarah ancora una volta, scopre che in realtà era tutto un sogno durato ben 36 ore. Clark chiede aiuto a Lana e i due scoprono che Sarah, trasferitasi con lo zio nella casa dove abitava la ragazza, è in coma da sei anni. Lionel chiede a Lex di sottoporsi ad un'analisi psichiatrica prima di dargli completa fiducia. Clark riesce a comunicare di nuovo con Sarah e scopre che lo zio la mantiene in coma in modo da gestirne l'eredità; Lana tenta di fermarlo invano e viene successivamente salvata da Clark. Infine Lex decide di sottoporsi al test psichiatrico e Lana propone a Clark di passare insieme il weekend.
- Altri interpreti: Katharine Isabelle (Sarah Conroy), Christopher Shyer (Nicholas Conroy), John DeSantis.
- Musiche: At My Most Beautiful (R.E.M.); Bad Day (R.E.M.); Losing My Religion (R.E.M.); Everybody Hurts (R.E.M.); Imitation of Life (R.E.M.).

## Storie di alieni
- Titolo originale: Perry
- Diretto da: Jeannot Szwarc
- Scritto da: Mark Verheiden

### Trama
Clark salva da un incidente un uomo di nome Perry White. Il giorno dopo questi torna alla fattoria, dove spiega di essere un giornalista in cerca di fenomeni paranormali e che ha bisogno di Clark per esplorare i segreti di Smallville. Perry prima tenta di intervistare Lana, e poi si rivolge a Chloe. Lana chiede aiuto a Lex per cacciarlo, mentre Clark scopre il passato di Perry. Clark ha dei problemi a gestire i suoi poteri a causa di un raro fenomeno cosmico e White lo vede di nuovo usarli. Perry offre a Lex le informazioni che ha su Lionel in cambio delle notizie su Clark che Lex possiede. Perry infine tenta di scoprire i poteri di Clark con un gesto estremo ma tutto si risolve. Perry infine decide di darsi una regolata e dice a Clark che lo aspetta a Metropolis.
- Special guest star: Michael McKean (Perry White)
- Altri interpreti: Camille Mitchell (sceriffo Nancy Adams), Lorena Gale (dott.sa Claire Foster).
- Musiche: I Love This Bar (Toby Keith); Blue (LeAnn Rimes); Walking In Memphis (Lonestar).
- Nota. Questo è l'unico episodio della serie (oltre a La regina rossa della nona stagione) in cui compare il personaggio di Perry White, il futuro capo di Clark quando quest'ultimo intraprenderà la carriera di reporter.

## L'eterno ritorno
- Titolo originale: Relic
- Diretto da: Marita Grabiak
- Scritto da: Kelly Souders e Brian Peterson

### Trama
Lana viene incaricata dal prozio Dexter di discolparlo dall'accusa di aver ucciso, più di quarant'anni prima, la moglie. L'uomo fornisce alla ragazza l'identikit dell'assassino, che assomiglia tantissimo a Clark. Questi e Jonathan, ipotizzando che il killer possa essere Jor-El, si recano alle caverne, dove scoprono un dipinto identico al pendaglio portato dall'uomo dell'identikit. Clark vi posa la mano e ottiene proprio il medaglione, oltre a vedere cosa è successo a quei tempi: il vero killer fu Lachlan Luthor, nonno di Lex, coperto dallo sceriffo oggi sindaco Tate, mentre i Kent aiutarono il kryptoniano. Clark, travestendosi come Jor-El, riesce a far confessare Tate.
- Altri interpreti: Camille Mitchell (sceriffo Nancy Adams), Michael Karl Richards (Sceriffo Billy Tate), Tom Heaton (Dexter McCallum), William B. Davis (Sindaco William "Billy" Tate), Tim Henry (Detective Mason), Dean Wray (Hiram Kent, nonno di Clark), Kendall Cross (Jessica Kent, nonna di Clark), Peter Benson III (Lachlan Luthor), Tom Welling (Jor-El da giovane, padre di Clark), Kristin Kreuk (Louis McCallum, prozia di Lana).
- Musiche: In Your Eyes (Aaron D); I Only Have Eyes For You (The Flamingos); Earth Angel (Will You Be Mine) (The Penguins); Matchbox (Toby Keith).

Curiosità: la scena notturna in cui Joe/Jor-El e Louise si scambiano un bacio, prima che questa perdesse la vita, è accompagnata dal brano Earth Angel (Will You Be Mine) dei Penguin. La stessa canzone fu utilizzata nel film Superman III, in una scena di ballo tra Clark e Lana - allora interpretata proprio da Annette O'Toole.

## Magnetismo
- Titolo originale: Magnetic
- Diretto da: David Jackson
- Scritto da: Holly Harold

### Trama
Seth, un ragazzo innamorato di Lana, ottiene dai meteoriti il potere di emettere campi magnetici e di alterare le emozioni. Lex continua ad indagare sull'incendio nel quale i suoi nonni sono morti e scopre che Chloe sta indagando su Lionel; l'investigatore privato da lui ingaggiato si introduce nel Torch e ruba il PC della ragazza. Seth e Lana decidono di andarsene da Smallville, ma dopo varie peripezie Clark infine riesce a salvare la situazione. Chloe accetta la proposta di protezione di Lex e gli rivela il legame tra Lionel ed Edge.
- Altri interpreti: Camille Mitchell (sceriffo Nancy Adams), Kevin Zegers (Seth Nelson), Tim Henry (Detective Mason).
- Musiche: Amazing (Josh Kelley); Hey Now (Black Toast Music); Trouble (Bonnie McKee); Stupid Girl (Cold); Over You (Michelle Featherstone); Trouble (Pink).

## Frammenti
- Titolo originale: Shattered
- Diretto da: Kenneth Biller
- Scritto da: Kenneth Biller

### Trama
Lex rintraccia Edge, sopravvissuto e per sicurezza ha cambiato volto e identità e lo costringe ad ammettere che lui e il padre sono i responsabili dell'incendio in cui persero la vita i suoi nonni; la sera stessa due uomini tentano di ucciderlo a casa sua, ma riesce a salvarsi e a rifugiarsi da Clark, dopo che hanno ucciso la guardia. Lionel chiede aiuto a Clark per ritrovare Lex, dicendogli che il figlio è ricaduto nel problema psichiatrico di cui soffriva sull'isola. Lex effettivamente mostra segni di instabilità mentale, ma Clark gli crede e prova ad aiutarlo, non trova però tracce degli uomini e danni in casa, inoltre la guardia uccisa è viva. Tuttavia il luogo dove Lex asserisce di aver visto Edge cambiare volto, è scomparso. Lex, tuttavia, fugge e ferisce Lana, quando crede che stia per avvelenarlo. Clark riesce a scoprire che Lex veniva drogato proprio quando questi si dirige da Edge: Lex uccide il boss, ma vede Clark usare i suoi poteri. Alla fine Lex viene internato in manicomio mentre Lana, risvegliatasi, dice a Clark che stargli vicino è davvero pericoloso, quindi di starle lontano.
- Altri interpreti: Patrick Bergin (Morgan Edge), Lorena Gale (dottoressa Claire Foster), Kwesi Ameyaw (Darius), Darryl Scheelar (Jameson).
- Musiche: Hurt (Johnny Cash).

## Follia
- Titolo originale: Asylum
- Diretto da: Greg Beeman
- Scritto da: Todd Slavkin e Darren Swimmer

### Trama
Clark fa visita a Lex: questi, rivelando di conoscere il suo segreto, gli chiede di aiutarlo ad andarsene; al rifiuto del ragazzo, gli giura vendetta, andando poi molto vicino all'evasione. Lana, ancora in riabilitazione, conosce un ragazzo, Adam, che la sprona a fare di più. Ian Randall ed Eric Summers, detenuti nella stessa struttura di Lex, propongono a Van McNulty di unire le forze e vendicarsi di Clark. Lui e Chloe scoprono che Lionel vuole sottoporre Lex all'elettroshock in modo da fargli perdere la memoria, mentre Ian uccide Van dopo che questi si fa recapitare della kryptonite. Clark tenta di liberare Lex, ma Eric e Ian lo mettono temporaneamente in difficoltà, ma riesce a sconfiggere Eric, dopo aver perso e riottenuto i poteri, non dopo che questi ha ucciso Ian, mentre il giovane Luthor viene sottoposto alle scosse. Infine Lex viene dimesso, ha dimenticato tutto e pensa che sia impazzito a causa della sua permanenza sull'isola. Lionel riesce a ottenere il filmato in cui il figlio rivela a Clark di conoscere il suo segreto mentre il giovane Kent va alla festa di Lana senza tuttavia parlarle.
- Altri interpreti: Ian Somerhalder (Adam Knight), Jonathan Taylor Thomas (Ian Randall), Shawn Ashmore (Eric Summers), Jesse Metcalfe (Van McNulty), Elias Toufexis (Luke), Lorena Gale (Dott.ssa Claire Foster).
- Musiche: Future Proof (Massive Attack); So Far Away (Staind).

## Sussurro
- Titolo originale: Whisper
- Diretto da: Thomas J. Wright
- Scritto da: Ken Horton

### Trama
Clark si trova coinvolto in una rapina in una gioielleria: uno dei due rapinatori riesce ad emettere un sibilo assordante e Clark, nel tentativo di colpirlo con la vista termica, rimane cieco quando il calore viene riflesso da un frammento di kryptonite contenuto in un orecchino; il ragazzo del sibilo riesce a fuggire, mentre l'altro viene arrestato. Il giorno dopo Clark sembra sviluppare un super udito, e grazie ad esso sente Chloe al telefono con Lionel. Pete viene rapito dal rapinatore del sibilo e questi chiede il rilascio del suo complice in cambio del ragazzo. Clark riesce a controllare il suo nuovo potere grazie ai genitori e dopo aver recuperato la vista salva Pete. Chloe subisce le conseguenze del suo rifiuto di spiare Clark.
- Altri interpreti: Camille Mitchell (sceriffo Nancy Adams), Ecstas (Pete Admirer), Micah Alberti (Nathan Dean), William MacDonald (Masterson), Felecia Bell Schafer (Giudice Abigail Ross).
- Musiche: Cold and Empty (Kid Rock).

## Messaggi assassini
- Titolo originale: Delete
- Diretto da: Pat Williams
- Scritto da: Kelly Souders e Brian Peterson

### Trama
Chloe viene licenziata dal Daily Planet; la sera, uscendo dal Torch, viene quasi investita da Clark. Lex scopre che Molly, una ragazza spacciatasi per tecnico informatico della LuthorCorp, ha rubato tutti gli hard disk dei computer del Torch. Molly si rivela capace di inviare email ipnotiche: è questa la causa dell'incidente tra Clark e Chloe e sempre a causa di una di queste Lana tenta di uccidere la reporter. Adam riesce a risalire alla LuthorCorp ma Lana comincia a nutrire dei dubbi sul suo passato. Si scopre poi che Molly è manovrata da Garner, il quale vuole uccidere Chloe per via delle sue scoperte sull'istituto Summerholt. Lex e Clark la fermano, Chloe riottiene i computer del Torch e si riappacifica con il ragazzo, Lex infine si rivolge a Garner per riottenere la memoria.
- Altri interpreti: Camille Mitchell (sceriffo Nancy Adams), Ian Somerhalder (Adam Knight), Martin Cummins (Dott. Garner), Missy Peregrym (Molly Briggs), Jim Thorburn (Max Taylor).
- Musiche: The Reason (Hoobastank); Try (Nelly Furtado); So Damn Lucky (Dave Matthews Band).

## Visioni di morte
- Titolo originale: Hereafter
- Diretto da: Greg Beeman e James Marshall
- Scritto da: Mark Verheiden e Drew Greenberg

### Trama
Clark fa da mentore al nuovo arrivato nella sua classe, Jordan, capace di prevedere la morte delle persone che lo toccano. Adam ha degli incubi ricorrenti, a causa dei quali ogni volta devasta il suo appartamento sopra al Talon. Clark e Chloe scoprono la storia di Jordan mentre Lex indaga sul passato di Adam. Lana e Megan, un'amica della ragazza, vengono rapite dal signor Altman, padre di un'amica di entrambe morta da bambina, ma Jordan e Clark riescono a salvarle. Jordan perde il suo potere ma dice a Lana che Adam non è stato semplicemente ferito, ma che è morto. Clark infine trova Jonathan accasciato a terra nel fienile.
- Altri interpreti: Camille Mitchell (sceriffo Nancy Adams), Ian Somerhalder (Adam Knight), Joseph Cross (Jordan Cross), Greg Kean (Coach Altman), Meghan Ory (Megan), Shaun Johnston (Mr. Cross).
- Musiche: 100 Years (Five for Fighting), Two Steps Closer (Static), I Owe You (Stegala Music).

## La corsa illegale
- Titolo originale: Velocity
- Diretto da: Jeannot Szwarc
- Scritto da: Todd Slavkin e Darren Swimmer

### Trama
Jonathan viene ricoverato per l'attacco cardiaco patito. Pete vince una corsa clandestina di auto e Clark lo vede. Lana scopre che la vera identità di Adam è Chad Nash, morto cinque mesi addietro. Chloe comunica a Lex tutte le sue scoperte su Adam. Pete e Clark hanno una discussione sulle corse; la sera stessa il ragazzo si mette nei guai e il giorno dopo chiede aiuto all'amico. Clark, dopo aver preso un'auto di Lex, riesce a far competere Pete con il suo minacciatore, che durante la corsa muore. Lex contatta la biologa che sta aiutando Adam, il quale racconta tutto a Lana minacciandola. Jonathan viene dimesso e confessa a Clark il suo patto con Jor-El; Pete si scusa con l'amico, che però non lo perdona.
- Altri interpreti: Camille Mitchell (sceriffo Nancy Adams), Ian Somerhalder (Adam Knight), Françoise Yip (Dott.ssa Lia Teng), Moneca Delain (Mara), Ryan Merriman (Jason Dante).
- Musiche: Fix Up, Look Sharp (Dizzee Rascal); The Way I Am (Knoc-Turn'Al); You Know (Saq); Evilution (Shocore); Rawkfist (Thousand Foot Krutch); Wonderwall (Ryan Adams).

## Ossessione
- Titolo originale: Obsession
- Diretto da: James Marshall
- Scritto da: Holly Harold

### Trama
La classe di Clark va in gita alla LuthorCorp; quando l'ascensore precipita, Clark usa i suoi poteri davanti ad una compagna, Alicia, che poco dopo teletrasporta entrambi al sicuro. Lana scopre che Adam spia lei e Clark. Il ragazzo e Alicia entrano in confidenza, e Lana gli rivela quanto ha scoperto su Adam. Alicia diventa ben presto molto ossessiva e i genitori della ragazza mettono in guardia Clark. Lana si rivolge a Lex per un aiuto con Adam. Alicia attacca il padre, dopo il suo avvertimento a Clark, e ricatta il ragazzo. Clark, assieme a Chloe, tenta di imprigionare Alicia, ma la ragazza fugge e attacca Lana; Clark infine riesce a salvarla. Adam, nel frattempo, è prigioniero di Lionel.
- Altri interpreti: Camille Mitchell (sceriffo Nancy Adams), Ian Somerhalder (Adam Knight), Françoise Yip (Dott.ssa Lia Teng), Sarah Carter (Alicia Baker), Paul Perri (Mr. Baker), Lynda Boyd (Mrs. Baker).
- Musiche: Setting of the Sun (Ben Jelen); Echo (Blake Hight); Parking (The Fuzz); One Thing (Finger Eleven).

## Resurrezione
- Titolo originale: Resurrection
- Diretto da: Terrance O'Hara
- Scritto da: Todd Slavkin e Darren Swimmer

### Trama
Il medico comunica a Jonathan che deve sottoporsi ad un'operazione di bypass. Durante la visita Clark incontra Garrett, un ragazzo il cui fratello Vince muore subito dopo. Garrett viene ospitato dai Kent, mentre Vince viene riportato in vita dalla dottoressa Teng, la stessa ricercatrice che ha in cura Adam. Vince si presenta dai Kent, ma poco dopo crolla di nuovo. Clark riesce a trovare il laboratorio di Teng e a rubare una fiala, ma proprio mentre l'operazione di Jonathan ha inizio Garrett si presenta all'ospedale con una bomba alla kryptonite per far avere al fratello un trapianto. Garrett viene abbattuto da un cecchino, ma Clark riesce a portare lontano la bomba appena in tempo, usando una borsa a prova di radiazioni, dopo aver notato che il siero reagisce alla kryptonite come il suo sangue.
- Altri interpreti: Camille Mitchell (sceriffo Nancy Adams), Françoise Yip (Dott.ssa Lia Teng), James Kirk (Garrett Davis), Tahmoh Penikett (Vincent Davis), Julian Christopher (Dott. MacIntyre), Jerry Wasserman (Dott. Scanlan).
- Musiche: Everything (Alanis Morissette); Infatuation (The Rapture).

## La crisi
- Titolo originale: Crisis
- Diretto da: Ken Biller
- Scritto da: Kelly Souders e Brian Peterson

### Trama
Clark riceve una telefonata da Lana nella quale la ragazza chiede aiuto: il giovane Kent si precipita al Talon, ma arrivato lì la trova sana e salva. Lana, Clark e Chloe scoprono allora che la telefonata viene dal futuro e che è Adam l'aggressore. Lionel fa smantellare il laboratorio di Teng dopo che Lex gli rivela di conoscere i suoi piani: Adam fugge e si dirige da Lana per avere il siero nascosto nei libri che teneva nell'appartamento sopra il Talon. Clark riesce a salvare Lana (la telefonata dal futuro era causata dalla kryptonite) mentre Adam muore a causa della mancanza di siero. Lex decide di collaborare con l'FBI per far arrestare Lionel, che si scopre essere interessato al siero a causa di una malattia mortale che lo ha colpito. Lionel infine tenta il suicidio.
- Altri interpreti: Camille Mitchell (sceriffo Nancy Adams), Ian Somerhalder (Adam Knight), Françoise Yip (Dott.ssa Lia Teng), Gary Hudson (Agente Frank Loder), Terry Chen (Detective Paul Cage), Aaron Pearl (Glenn Burton), Johannah Newmarch (Gwen Burton), Cedric De Souza (Dott. Bergen).
- Musiche: Les Pêcheurs de Perles - Bizet (Je crois entendre encore...)

## L'eredità
- Titolo originale: Legacy
- Diretto da: Greg Beeman
- Scritto da: Jeph Loeb, Alfred Gough e Miles Millar

### Trama
Jonathan viene richiamato dalla chiave. Clark, allora, si dirige alle grotte con l'oggetto, ma Lionel lo interrompe. Lionel si rivolge a Lex per collaborare e scoprire il segreto di Clark, ma lui si rifiuta, registrando la discussione per l'FBI. Lionel si mette allora in contatto col dottor Swann, e i due giungono a un accordo. Clark, dopo aver baciato Lana, si dirige dal padre per confortarlo. Alcuni uomini, travestiti da agenti dell'FBI, su richiesta di Lionel perquisiscono la fattoria dei Kent in cerca della chiave, ma Jonathan ne è in possesso. Clark scopre che Lex collabora con l'FBI e che Swann è in contatto con Lionel: lo scienziato allora mostra al giovane un altro messaggio non indirizzato a lui. Jonathan si reca alle caverne e qui si scontra con Lionel, ma Clark li ferma. Jonathan infine confessa a Clark che la chiave è vicina ma non in suo possesso. L'oggetto è nelle mani di Swann.
- Altri interpreti: Christopher Reeve (Dott. Virgil Swann), Timothy Paul Perez (Agente Tobin), Gary Hudson (Agente Frank Loder).
- Musiche: Once In A Blue Moon (Edie Brickell); Mona Lisa (Grant-Lee Phillips); Love's Divine (Seal).

## Il siero della verità
- Titolo originale: Truth
- Diretto da: James Marshall
- Scritto da: Drew Greenberg

### Trama
Chloe si introduce furtivamente alla LuthorCorp e involontariamente inala un gas alla kryptonite; la sostanza sembra costringere le persone con cui la ragazza entra in contatto a dire la verità. Clark, dopo che l'effetto del gas colpisce Pete e Martha, scopre il potere di Chloe nonché di essere l'unico immune a tale abilità. Lana confessa a Chloe che sta per andare a studiare in Francia, mentre Pete le confessa il suo amore; la reporter tuttavia accusa un malore, dovuto al gas inalato. Lionel la avvicina in ospedale e le chiede di interrogare i Kent su Clark in cambio della riassunzione del padre. Clark riesce a salvarla da un incidente e dai sintomi mentre Chloe si stava dirigendo dai Kent e si scusa con lui. Lana infine dice a Clark del suo progetto di studi.
- Altri interpreti: Gillian Barber (Mrs. Taylor), Andrew Francis (William Taylor), Linden Banks (Jonah Doyle), Samantha Banton (Rebecca), Ryan Steele (Doug), Christie King (Mindy).
- Musiche: Someday (Fastball); Better Don't Do (Ing); Stabat Mater (Paul Schwartz); Selling Out (The Fuzz).

## Ricordi perduti
- Titolo originale: Memoria
- Diretto da: Miles Millar
- Scritto da: Alfred Gough e Miles Millar

### Trama
Lex viene trovato da Lana in procinto di buttarsi dal balcone mentre rivive un incubo sul fratellino Julian; Clark, informato dalla ragazza, segue l'amico al Summerholt dove, grazie a un macchinario, il magnate riottiene altri ricordi rimossi dall'elettroshock. Clark si rivolge allora a Lionel il quale, nonostante gli dica di sapere che anche lui vuole che Lex non riacquisti la memoria, cerca di convincere il figlio, dato che gli effetti collaterali della terapia sono sempre più pesanti. Clark si dirige al Summerholt ma Garner, su incarico di Lionel, lo mette nel macchinario mentre Lex, arrivato all'istituto, contatta il padre dicendogli di aver recuperato la memoria. Clark rivive il momento in cui i suoi genitori naturali, Jor-El e Lara, lo misero nella navicella e successivamente Lex lo salva. Clark parla a Martha di Lara e quest'ultima gli dice che fu quella la sua prima parola. Lex affronta Lionel, rivelandogli che non fu lui ad uccidere Julian, ma sua madre. Lionel è disgustato dalle insinuazioni di Lex, ma questi gli spiega che lo uccise perché era sicura che l'educazione di Lionel lo avrebbe distrutto, come stava avvenendo a lui. Lionel, rabbioso, gli domanda perché si sia preso la colpa e Lex risponde di averlo fatto perché, come suo unico erede rimasto in vita, Lionel non gli avrebbe fatto del male, mentre Lillian avrebbe subito tutta la sua ira. Lionel, sconvolto, dice che se lo avesse saputo le cose tra lui e Lex sarebbero andate in modo molto diverso e tenta di esprimere pentimento per non averlo mai trattato amorevolmente, ma lui non lo ascolta e se ne va, poiché ormai è troppo tardi per rimediare.
- Altri interpreti: Terence Stamp (voce originale di Jor-El), Martin Cummins (Dott. Garner), Alisen Down (Lillian Luthor), Andrew Airlie (Mr. Woodward).
- Musiche: My Immortal (Evanescence).

## L'uomo caduto dalle stelle
- Titolo originale: Talisman
- Diretto da: John Schneider
- Scritto da: Ken Biller

### Trama
Lionel trova nelle caverne un manufatto e chiama Joseph Willowbrook per studiarlo; l'uomo viene accompagnato da un suo studente, Jeremiah Holdsclaw, il quale rompe l'oggetto e vi trova dentro un pugnale che gli dona poteri simili a quelli di Clark. Questi viene informato dall'anziano nativo e decide di fermare Jeremiah. I due rintracciano quest'ultimo, che afferma di essere Naman e che intende uccidere Lionel, identificato come il nemico dell'essere leggendario. Il giovane nativo successivamente colpisce Clark col pugnale e rapisce Lionel; Jonathan, facendo da tramite per Jor-El, cura il figlio, che riesce a sconfiggere Jeremiah; dopo averlo battuto, Clark osserva che il pugnale, non appena toccato da Lex e Lionel, va in cenere, cosa possibile solo, per la leggenda, per il nemico di Naman, Sageeth. Lana decide di partire per Parigi mentre Chloe scopre che il motivo del malumore di Pete è il divorzio dei suoi genitori. Lex dice a Clark una sua interpretazione della profezia su Naman, ovvero che quest'ultimo, con tutto il potere che possiede, avrebbe la capacità di dominare il mondo con tirannia se nessuno lo controllasse e che per sfidare una forza simile sia necessario grande coraggio e che ciò potrebbe significare che il vero eroe tra i due sia Sageeth.
- Altri interpreti: Nathaniel Arcand (Jeremiah Holdsclaw), Gordon Tootoosis (Joseph Willowbrook).
- Musiche: Chase Me (Katie Herzig); Reason Why (Rachael Yamagata); From Afar (Red Letter Day).

## Partenze
- Titolo originale: Forsaken
- Diretto da: Terrence O'Hara
- Scritto da: Kelly Souders e Brian Peterson

### Trama
Emily, il clone dell'amica di Lana, fugge dal laboratorio del padre grazie al potere di attraversare i solidi. Clark rivela a Pete di prendere in considerazione l'idea di confessare il suo segreto a Lana in modo da non farla andare a Parigi. Emily, dopo essersi spacciata per la figlia dell'acquirente del Talon, uccide il padre nel locale quando l'uomo informa Lana della sua fuga e rapisce la ragazza. Lionel scopre che Lex passa informazioni su di lui all'FBI. Clark riesce a salvare Lana mentre Chloe decidere di collaborare con Lex. Pete viene torturato da un agente dell'FBI al soldo di Lionel per ottenere informazioni su Clark, ma Lex interviene in difesa del ragazzo e gli impone di tornare a lavorare per arrestare suo padre, consegnandogli le prove della sua colpevolezza. Successivamente Pete va da Clark e gli dice che lascia Smallville per andare con la madre e tenere più al sicuro il suo segreto. Clark saluta Lana senza rivelarle niente mentre Lionel viene arrestato.
- Altri interpreti: Amber Rothwell (Emily Dinsmore), Gary Hudson (Agente Frank Loder), Neil Flynn (Pete Dinsmore).
- Musiche: When The Sun Goes Down (Charlie Mars); What You're Thinking (Christopher Jak).

## Il patto
- Titolo originale: Covenant
- Diretto da: Greg Beeman
- Scritto da: Todd Slavkin e Darren Swimmer (soggetto); Alfred Gough e Miles Millar (sceneggiatura)

### Trama
Alla fattoria dei Kent arriva una ragazza dotata di poteri simili a quelli di Clark: dice di chiamarsi Kara, di venire da Krypton e di voler riportare a casa Kal-El. Lionel confessa a Lex di essere malato e gli chiede di non farlo morire in carcere, ma questo rifiuta. Jonathan viene costretto da Kara a confessare il suo patto con Jor-El (se avesse riportato Clark a casa da Metropolis lo avrebbe lasciato ritornare dal padre naturale) e successivamente la ragazza uccide la spia di Lionel. Jonathan chiede allora a Chloe di risalire all'identità di Kara tramite le impronte digitali. Clark si rifiuta di seguire Kara e riceve da Lionel la chiave che apre la stanza dove Lex faceva le sue indagini su di lui: i due si incrociano e il ragazzo esterna la sua amarezza. Clark si reca allora all'aeroporto per salutare Lana, ma quando la vede abbracciare Lex se ne va; successivamente testimonia in tribunale contro Lionel ma tronca l'amicizia con il giovane Luthor. Appena prima di partire con Kara, Jonathan, grazie alle scoperte di Chloe, dice a Clark che il vero nome della ragazza è Lindsey Harrison, morta anni prima, che Jor-El ha sfruttato per convincerlo; Clark, per salvare Jonathan dal padre biologico, decide comunque di entrare nel passaggio. Lionel si fa radere a zero i capelli, Chloe e il padre entrano in una casa di protezione federale che dopo il loro ingresso salta in aria, Martha vede fiammeggiare un simbolo kryptoniano nel campo di casa e Lex, dopo aver bevuto un drink, cade a terra agonizzante.
- Altri interpreti: Terence Stamp (voce originale di Jor-El), Robert Wisden (Gabe Sullivan), Adrianne Palicki (Kara/Lindsey Harrison), Gary Hudson (agente Frank Loder).
- Musiche: One Moment More (Mindy Smith); Requiem in re minore K 626 - Introitus Requiem e Kyrie (Wolfgang Amadeus Mozart).
- Nota: La ragazza umana divenuta kriptoniana porta il nome di Kara, come Kara-El, la cugina di Clark, che comparirà nella serie a partire dalla settima stagione.